# جامعة أوسييك
 جامعة أوسييك (باللاتينية: Universitas studiorum Mursensis)‏، المعروفة أيضا باسم جامعة (Osijek UNIOS)، هي جامعة عامة مقرها في مدينة أوسييك، كرواتيا. تأسست عام 1975 وهي المؤسسة الرائدة للتعليم العالي في منطقة سلافونيا، وواحدة من أكبر وأقدم الجامعات في كرواتيا.
تم تنظيم الجامعة لتضم 11 كلية وأكاديمية وعدد من الوحدات التنظيمية الأخرى. في عام 1990 أخذت اسم المطران الروماني الكاثوليكي يوسيب جوراج ستروماير الذي ولد في المدينة عام 1815. إلى جانب جامعة زغرب المهيمنة على المستوى الوطني، تنتمي جامعة أوسييك إلى المؤسسات العامة متوسطة المدى التي تم إنشاؤها قبل استقلال كرواتيا تزامنا مع إنشاء كل من جامعة رييكا وجامعة سبليت.
وضع تصنييف الجامعات العالمية QS جامعة أوسييك في النطاق 201 - 250 في أوروبا وآسيا الوسطى وذاك في عام 2019. في عام 2018 صنف تقييم ويبوميتركس العالمي للجامعات الجامعة على أنها رابع أفضل جامعة في كرواتيا من بين 49 مؤسسة مصنفة للتعليم العالي من البلاد.
تأسست الجامعة في السبعينيات، عندما تم تجميع العديد من الكليات تحت جامعة واحدة. في السنوات السابقة تم تأسيس الجامعات في مدينتي رييكا وسبليت في كرواتيا.
كان عام 1970 عقدًا من الارتفاع الهائل في عدد مؤسسات التعليم العالي في بقية يوغوسلافيا السابقة وكذلك عندما فتحت جامعات مثل ماريبور، وموستار، وبانيا لوكا، وبودغوريتشا، وبيتولا، وكراغويفاك، وتوزلا أبوابها. كما تعد الجامعة عضو في رابطة الجامعات الأوروبية.

## التاريخ
بدأ تاريخ التعليم العالي في البلدة في عام 1707، عندما تأسست أول مؤسسة للتعليم العالي في أوسييك. كانت المدرسة اللاهوتية العليا التي تم افتتاحها في العام الدراسي 1707/1708، تضم دورة دراسية مدتها ثلاث سنوات في الفلسفة فقط.
تكمن أهمية الكليات الأولى في أوسييك في مساهمتها الضخمة في اللغة الكرواتية وآدابها، ونشر تعليم الفنون الحرة، ودراسة اللغات والأدب الكلاسيكي. بدأ التاريخ الحديث للتعليم العالي في المنطقة في عام 1959 عندما أسست كلية زغرب للاقتصاد، بالتعاون مع جامعة زغرب، ومركز الدراسات بدوام جزئي في أوسييك كفرع لكلية زغرب للاقتصاد.
تعود مبادرة تأسيس جامعة أوسييك إلى عام 1975. في 26 مارس 1975، أصدر البرلمان الكرواتي قرارًا يمنح الموافقة على إنشاء جامعة أوسييك. بعد شهرين في 31 مايو 1975، تم التوقيع على الاتفاقية المتعلقة بتأسيس جامعة أوسييك من قبل كلية الاقتصاد، وكلية الزراعة، ومعهد الزراعة، وكلية الهندسة البحرية في جامعة زغرب، ومركز الدراسات في سلافونسكي برود، وكلية تدريب المعلمين في أوسييك، وأكاديمية زغرب للموسيقى، ومكتبة المدينة والمحفوظات التاريخية في أوسييك.
في السنوات التالية، تطورت الجامعة مع تأسيس كليات مختلفة في عام 1975 أسست كلية الحقوق، وفي عام 1976 أسست كلية تكنولوجيا الأغذية، وفي عام 1977 أسست كلية التربية، وفي عام 1979 أسست كلية الهندسة في سلافونسكي برود والدراسات الطبية في أوسييك التي تطورت إلى كلية الطب في عام 1998.
وفي عام 1982 أسست كلية الهندسة المدنية، في عام 1990 تطورت دراسات الهندسة الكهربائية إلى كلية الهندسة الكهربائية، وفي نفس العام أصدر مجلس الشيوخ قرارًا يشمل اسم جوسيب جوراج ستروسمير باسم الجامعة.

## الأقسام والكليات
تضم الجامعة 12 كلية، وأكاديمية الفنون، وأقسام الرياضيات، والأحياء، والكيمياء والفيزياء، ودورات دراسية في العلوم الطبيعية، والعلوم التقنية، والطب الحيوي، والطب، والعلوم التقنية الحيوية، والعلوم الاجتماعية والإنسانيات.
هناك ثلاث مؤسسات أخرى تابعة للجامعة تساهم في التعليم العالي وتدعمه وهم: مكتبة المدينة والجامعة في أوسييك، ومركز الطلاب في أوسييك، ومركز الطلاب في مدينة سلافونسكي برود.
في السنوات المقبلة، سيكون النشاط الرئيسي لإدارة جامعة جوزيب جوراج ستروماير هو ضمان الأداء المنتظم للجامعة، بما في ذلك التدريس والنشر والبحث والتعاون بين الجامعات في البلاد وخارجها، وإعادة بناء الجامعة وتطويرها.
ترسم خطط وبرامج طويلة الأجل لتطوير مرافق الجامعة في ثلاثة مواقع رئيسية في مدينة أوسييك وهم: "ثكنات تفريتا و"درافا" و"جاج".
- كلية الاقتصاد، جامعة أوسييك
- كلية الحقوق، جامعة أوسييك
- كلية الزراعة، جامعة أوسييك
- كلية تكنولوجيا الغذاء، جامعة أوسييك
- كلية الهندسة المدنية، جامعة أوسييك
- كلية الهندسة الكهربائية، جامعة أوسييك
- كلية الهندسة الميكانيكية - سلافونسكي برود
- كلية الفلسفة
- كلية التربية بجامعة أوسييك
- كلية الطب، جامعة أوسييك
- كلية رعاية وصحة الأسنان
- كلية اللاهوت الكاثوليكية - شكوفو
- أكاديمية الفنون والثقافة في أوسييك
- قسم الرياضيات
- قسم علم الأحياء
- قسم الفيزياء
- قسم الكيمياء

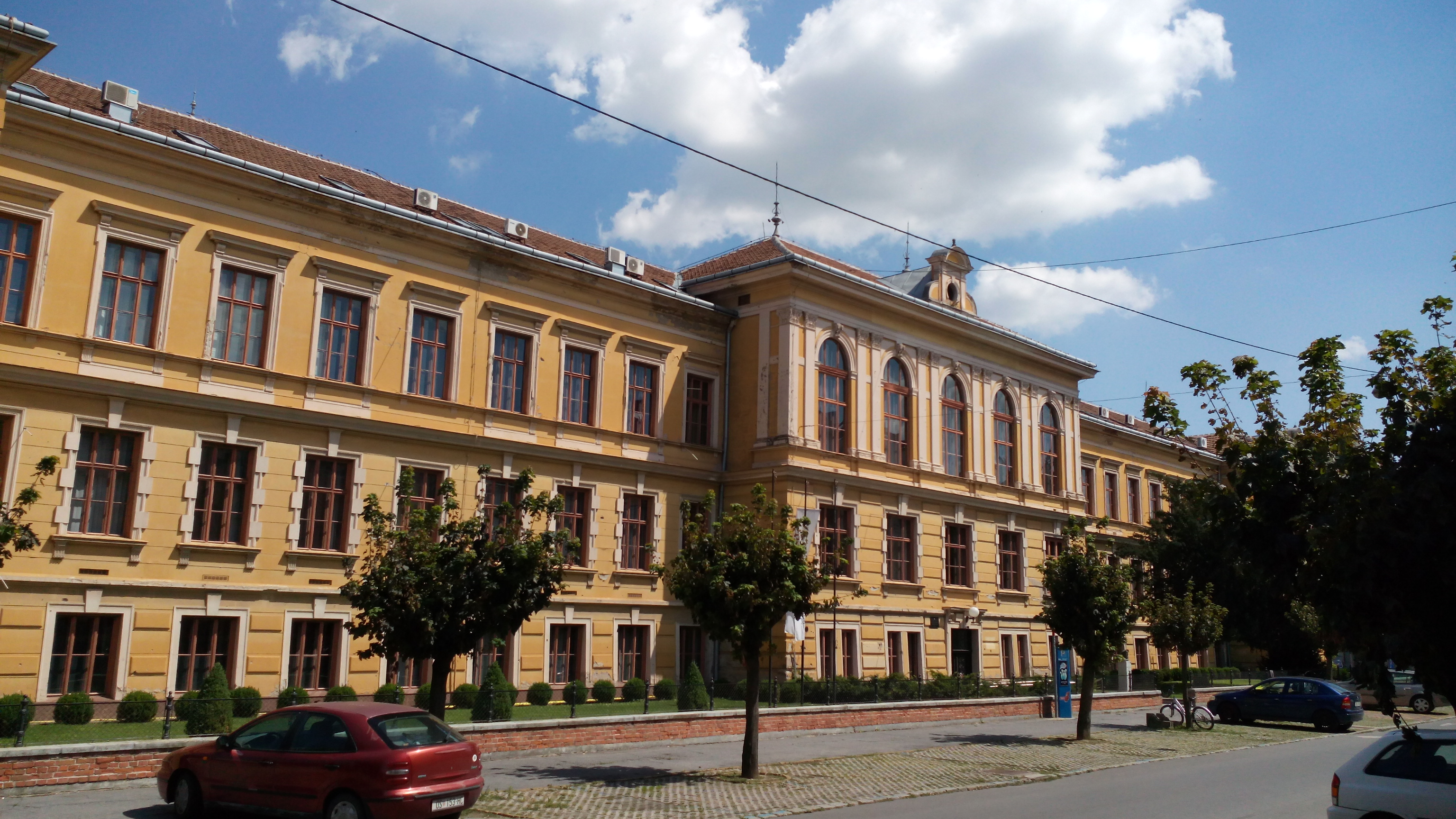
كلية الفلسفة
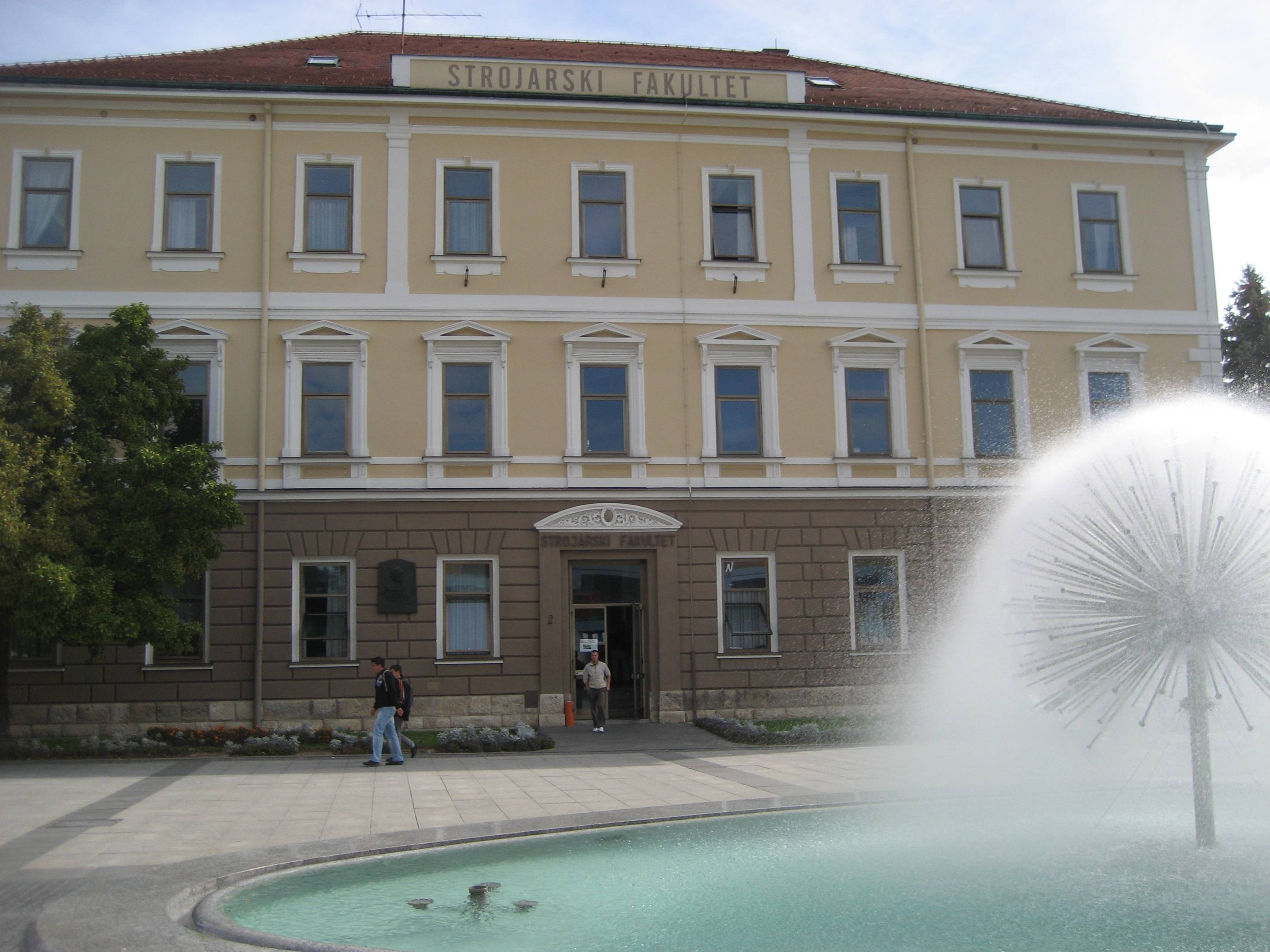
كلية الهندسة الميكانيكية سلافونسكي برود
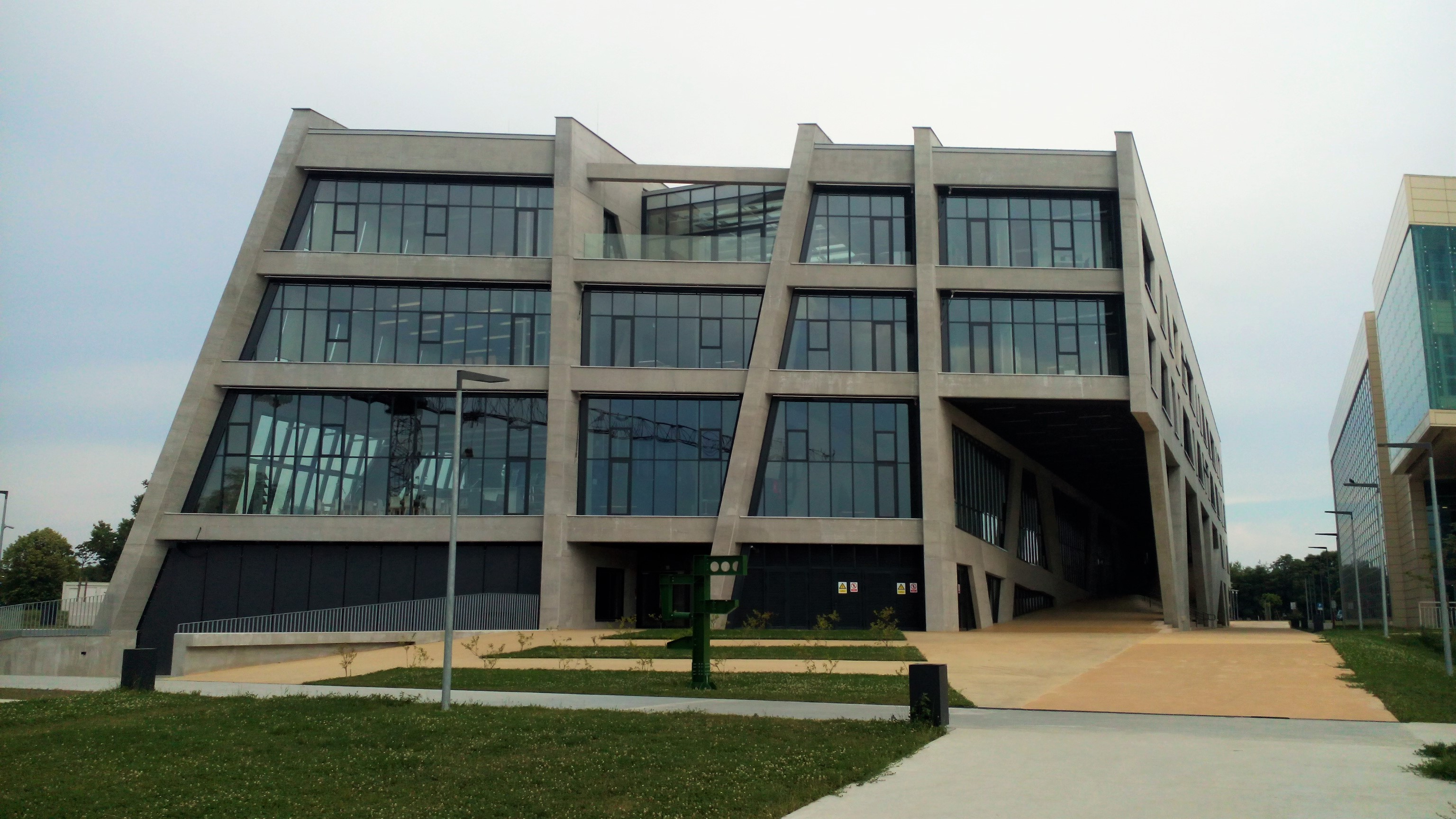
كلية الهندسة المدنية
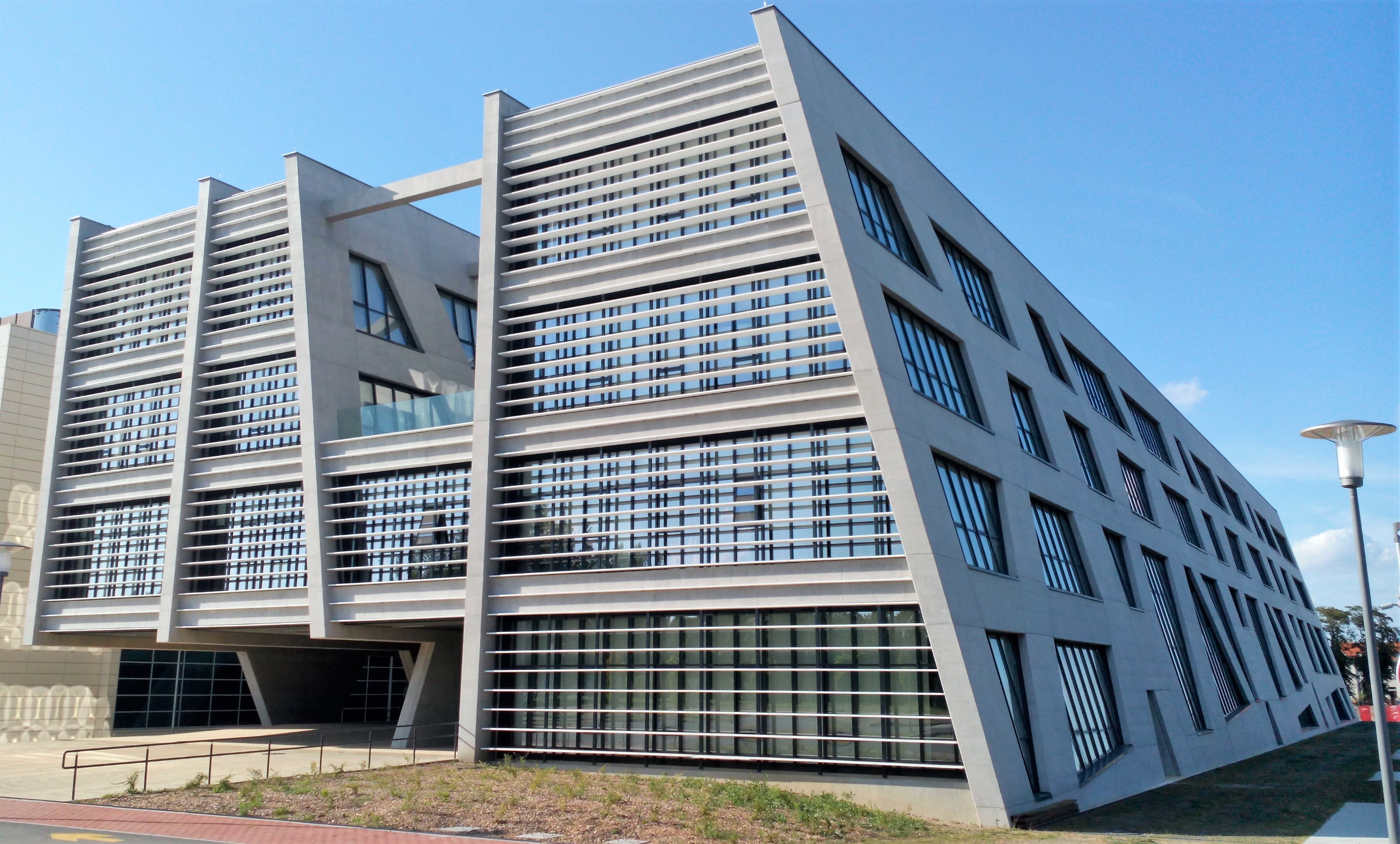
كلية الهندسة المدنية
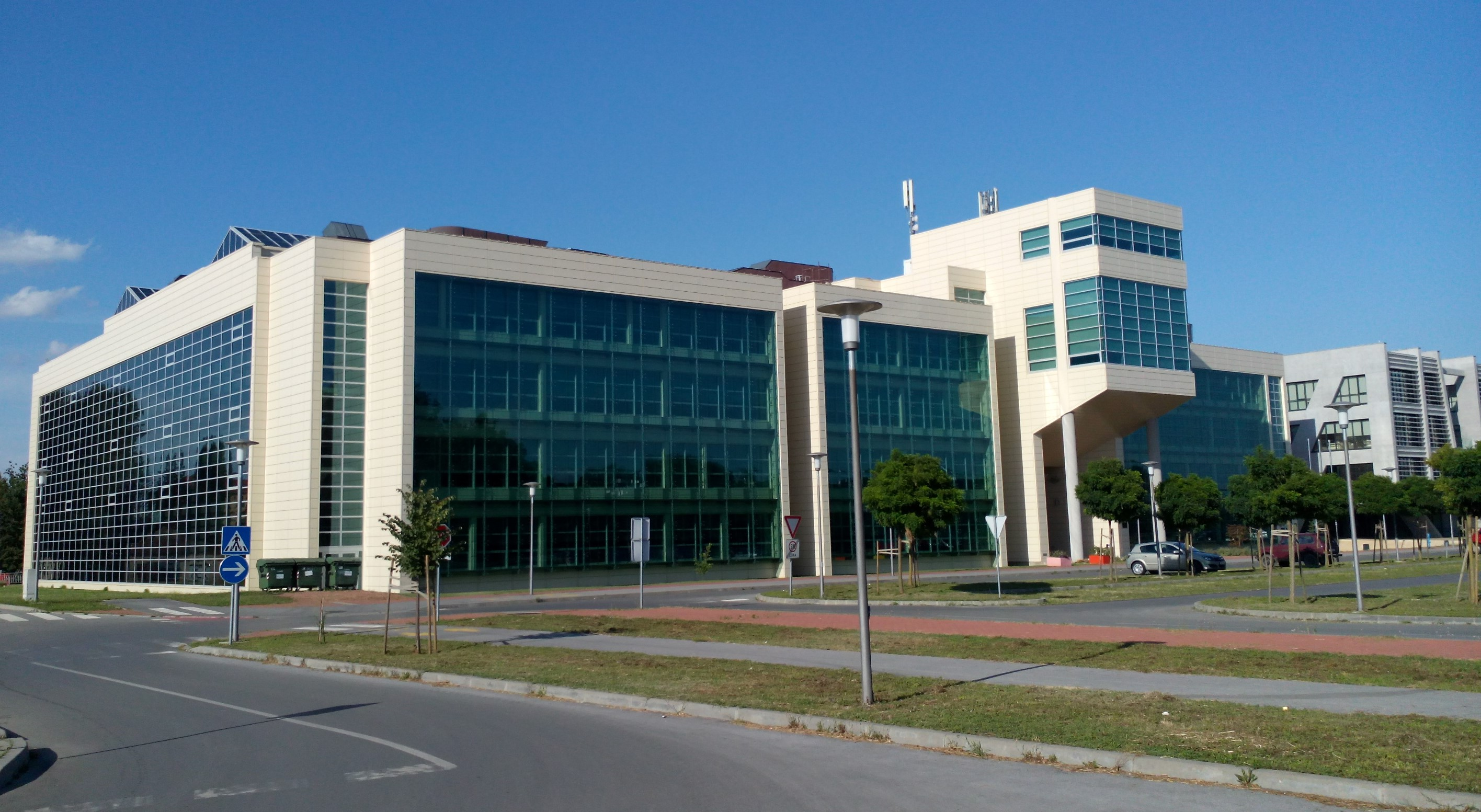
كلية الزراعة
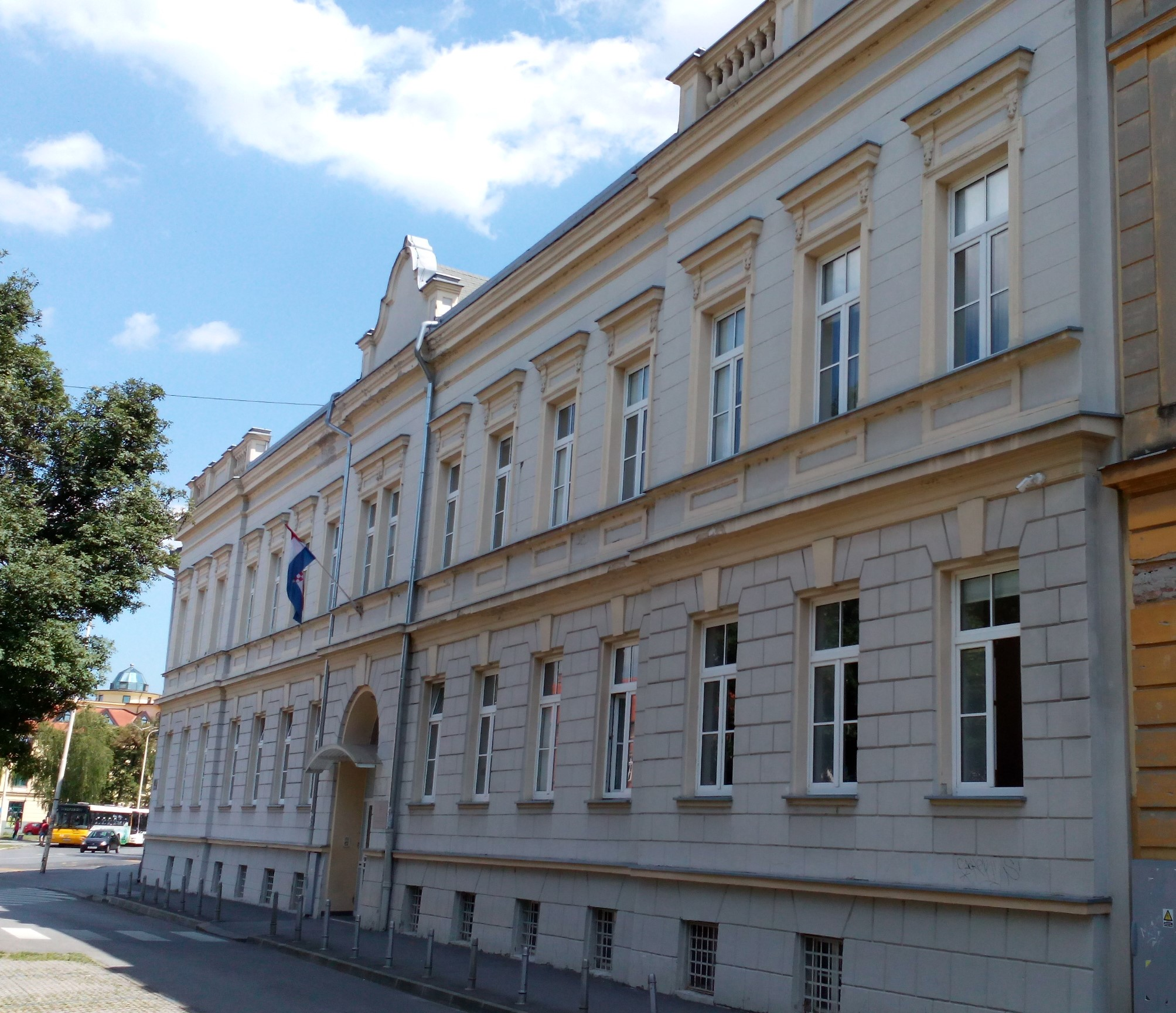
كلية الإقتصاد

## روابط خارجية
- الموقع الرسمي
 باللغة الكرواتية